# Trachit
A trachit egy finomszemcsés szövetű, intermedier kémiai összetételű vulkáni kőzet. Főként alkáliföldpát, kevés plagioklász és alárendelt mennyiségű biotit, amfibol vagy piroxén alkotja a fenokristályait.
A trachit gyűjtőnév, különböző összetételű kőzeteket foglal magába. Jellemzőjük a trachitos szövet, amelyet az alapanyagban levő nagy mennyiségű lemezes szanidin-mikrolitok rendszertelen elhelyezkedése eredményez. A trachitos kőzetek felülete jellegzetesen durva, érdes.
Az alkáli-trachit  például alkáli piroxént vagy amfibolt tartalmaz.